# رندال کالینز
رندال کالینز (به انگلیسی: Randall Collins)؛ (زاده ۲۹ ژوئیه ۱۹۴۱) جامعه‌شناس آمریکایی است که هم در تدریس و هم در نگارش تأثیرگذار بوده‌است. او در بسیاری از دانشگاه‌های مطرح جهان تدریس کرده و آثار دانشگاهی او به زبان‌های مختلف ترجمه شده‌است. کالینز در حال حاضر در کرسی دوروتی سواین توماس، استاد جامعه‌شناسی، ممتاز در دانشگاه پنسیلوانیا است. کالینز نظریه‌پرداز برجسته اجتماعی معاصری است که حوزه‌های تخصصی او شامل جامعه‌شناسی کلان تاریخی تغییرات سیاسی و اقتصادی است و جامعه‌شناسی خرد، از جمله تعامل چهره به چهره و جامعه‌شناسی روشنفکران و تضاد اجتماعی. یکی از آثار منتشر شده کالینز عبارت است از: جامعه‌شناسی فلسفه‌ها: نظریه جهانی تغییر فکری (۱۹۹۸)، که شبکه فیلسوفان و ریاضیدانان را برای بیش از دو هزار سال در جوامع آسیایی و غربی تجزیه و تحلیل می‌کند. تحقیقات فعلی او شامل الگوهای کلان خشونت از جمله جنگ معاصر و همچنین راه حل‌هایی برای خشونت پلیس است. او به عنوان یکی از برجسته‌ترین نظریه‌پردازان تضاد غیرمارکسیست در ایالات متحده شناخته می‌شود و از سال ۲۰۱۰ تا ۲۰۱۱ به عنوان رئیس انجمن جامعه‌شناسی آمریکا خدمت کرد.

## زندگی اولیه و تحصیل
کالینز در شهرهای مختلف بزرگ شد و بخش زیادی از سال‌های اولیه خود را در اروپا گذراند، جایی که پدرش در طول جنگ جهانی بخشی از اطلاعات نظامی بود و همچنین در وزارت امور خارجه ایالات متحده خدمت کرد. هر دو بلافاصله پس از جنگ جهانی دوم در آلمان و بعداها در مسکو زندگی کردند. کالینز در یک مدرسه آمادگی نیوانگلند شرکت کرد. پس از آن، او مدرک لیسانس را در روان‌شناسی در دانشگاه هاروارد به پایان رساند، جایی که توسط جامعه‌شناس برجسته تالکوت پارسونز تدریس می‌شد. او متعاقباً مدرک کارشناسی ارشد را در این رشته از دانشگاه استنفورد دریافت کرد (۱۹۶۴) پیش از تکمیل مدرک کارشناسی ارشد و دکتری در جامعه‌شناسی در دانشگاه کالیفرنیا، برکلی (۱۹۶۹). اگرچه او با روش‌شناسی محافظه‌کارانه اجتماعی پارسونز موافق نبود ولی به اعتبار نظریه‌پرداز بودن احترام می‌گذاشت و در سال‌های آخر عمرش از او پیروی کرد. کالینز می‌خواست شخصیت و شناخت انسان را مطالعه کند ولی به عنوان دستیار پژوهش در آزمایشگاه موش کار گماشته شد. این باعث شد او متوجه شود ترجیح می‌دهد جامعه‌شناسی بخواند.
کالینز در دوران حضورش در برکلی درگیر اعتراضات دانشگاهی، جنبش آزادی بیان و جنبش ضد جنگ بود. در ۳ دسامبر ۱۹۶۴، کالینز به همراه بیش از ۶۰۰ نفر از همسالانش در حین حضور در جنبش آزادی بیان دستگیر شد.
کالینز در زمانی که در برکلی بود، با بسیاری از جامعه‌شناسان بانفوذ زمان خود، از جمله هربرت بلومر، فیلیپ سلزنیک و لئو لوونتال مواجه شد. او با جوزف بن دیوید، جامعه‌شناس اسرائیلی که از دانشگاه عبری بازدید می‌کرد، روی جامعه‌شناسی علم کار کرد، که در نهایت منجر به انتشار کتاب کالینز به نام «جامعه‌شناسی فلسفه‌ها» چند دهه بعد شد. کالینز از طریق راینهارد بندیکس، پژوهشگر برجسته ماکس وبر با نظریه تضاد وبری آشنا شد.
کالینز بعدها در مورد حرفه اولیه خود گفت: من بخشی از نسل جامعه‌شناسان جوانی بودم که نظریه کارکردگرایی را شکستند و به سمت نظریه تضاد حرکت کردند. او بعدها فصلی برای اثر بندیکس «دولت و جامعه» نوشت. این کار به کالینز این امکان را داد که بعدها این نظریه را با جامعه‌شناسی خرد اروینگ گافمن ترکیب کند، که منجر به انتشار کتاب کالینز جامعه‌شناسی در سال ۱۹۷۵ و بعدها زنجیره‌های آیینی تعامل در سال ۲۰۰۴ شد. گافمن همچنین یکی از اساتید کالینز در دوران حضورش در برکلی بود.
مشاور رساله کالینز، جامعه‌شناس سازمانی و صنعتی هارولد ویلنسکی بود. عنوانش آموزش و استخدام: برخی از عوامل مؤثر الزامات استخدام در انواع سازمان‌ها بود و بعدها در سال ۱۹۷۹ با عنوان جامعه اعتباری: جامعه‌شناسی تاریخی آموزش و طبقه‌بندی منتشر شد. این تک‌نگار داده‌های سازمانی را تجزیه و تحلیل کرد تا نشان دهد افزایش نیازهای آموزشی برای اشتغال به دلیل تقاضای فن‌آوری برای مهارت‌ها نیست بلکه به دلیل تغییر استانداردهای احترام فرهنگی است.

## شغل
کالینز نخست به عنوان مربی همکار در برکلی (۱۹۶۷–۱۹۶۸) تدریس کرد. پس از آن در دانشکده‌های دانشگاه‌های زیر خدمت کرد:
- دانشگاه ویسکانسین-مدیسون (مدرس؛ ۱۹۶۸–۱۹۶۹)،
- دانشگاه کالیفرنیا، سن دیگو (دستیار و دانشیار؛ ۱۹۶۹–۱۹۷۷)
- دانشگاه ویرجینیا (استاد؛ ۱۹۷۸–۱۹۸۲) و
- دانشگاه کالیفرنیا، ریورساید (استاد؛ ۱۹۸۵–۱۹۹۷) پیش از گرفتن سمت فعلی خود در دانشگاه پنسیلوانیا.[۱۰]

کالینز به‌عنوان یک دانشور مستقل و برای رمان‌نویسی، به‌طور متناوب در کارش در دانشگاه (۱۹۷۷–۱۹۷۸؛ ۱۹۸۲–۱۹۸۵) وقفه‌هایی داشت. او همچنین در دانشگاه شیکاگو (۱۹۸۵)، دانشگاه هاروارد (۱۹۹۴) و دانشگاه کمبریج (۲۰۰۰–۲۰۰۱)، و همچنین مراکز مختلفی در اروپا، ژاپن و چین بازدید داشته‌است. کالینز از زمان پایان تحصیلات خود در مقطع کارشناسی تقریباً صد مقاله منتشر کرده‌است. او همچنین کتاب‌های متعددی با موضوعاتی مانند کشف جامعه تا جامعه‌شناسی ازدواج و زندگی خانوادگی نوشته و همکاری داشته‌است.
به افتخار بازنشستگی کالینز از این رشته، دانشگاه پنسیلوانیا میزبان تعامل اجتماعی و نظریه: کنفرانسی به افتخار پروفسور رندال کالینز برگزار کرد. دانشمندان برجسته جامعه‌شناسی از جمله الیجا اندرسون، پل دی ماجیو، دیوید آر. گیبسون، میشل لامونت، جاناتان اچ. ترنر و ویویانا زلیزر در آنجا گفتگو کردند.

## کالینز در مورد تورم اعتباری
کالینز در مورد تورم اعتباری نوشته و مجموعه‌ای از مکانیسم‌ها را پیشنهاد کرده‌است که از طریق آن عمل می‌کند.
همان‌طور که کالینز اشاره می‌کند، حتی وجود تعداد کمی از مشاغل نخبگان به روش‌هایی برای شکل‌دادن به کل نظام رقابت تحرک اجتماعی عمل می‌کند. به منظور پاسخگویی به تقاضا، آموزش گسترش یافته و تولید مدرک را افزایش داده‌است - و جامعه تجاری با استخدام متقاضیانی با معتبرترین مدارک به وفور مدارک پاسخ داده‌است. این به نوبه خود به افزایش تقاضای مصرف‌کننده کمک کرده‌است.
دو مارپیچ به دست آمده، یک مارپیچ اعتباری است که به سمت بالا حرکت می‌کند و همیشه در حال گسترش است. از آنجایی که مدارک تحصیلی بیشتری از طریق افزایش تولید در دسترس قرار می‌گیرد، همه آنها نمی‌توانند توسط مشاغل جذب شوند، اما تقاضا برای گواهینامه‌هایی که نویدبخش دسترسی به موقعیت‌های حقوقی باشد همچنان ادامه دارد. مدارک پیشرفته و گواهینامه‌های حرفه‌ای دیگر برای تسریع در توسعه ظاهر می‌شوند و ارزش آموزش آمریکایی را تضعیف می‌کنند، یعنی تورم اعتباری.

## پژوهش
کالینز یک دانشمند علوم اجتماعی است که نظریه را برای درک جهان ضروری می‌داند. او می‌گوید: «ماهیت علم دقیقاً نظریه است… مجموعه‌ای تعمیم‌یافته و منسجم از ایده‌ها که دامنه تغییرات در دنیای تجربی را بر اساس اصول کلی توضیح می‌دهد. این روش کالینز برای بررسی جهان اجتماعی است که بر نقش و تعامل ساختارهای اجتماعی بزرگتر تأکید می‌کند. او بخش زیادی از کار و پژوهش‌های خود را به مطالعه جامعه، چگونگی ایجاد و نابودی آن از طریق رفتارهای عاطفی انسان‌ها اختصاص داده‌است. کالینز باورمند است ساده‌ترین توضیح برای رفتار و اعمال رادیکال، احساسات است. کالینز می‌گوید: انرژی عاطفی عبارت است از «میزان نیروی احساسی که از طریق اعمال فرد جریان می‌یابد» و به یک احساس خاص اشاره نمی‌کند. وقتی کالینز در مورد احساسات صحبت می‌کند، هرگز در مورد احساسات خاص مانند عشق، شادی، نفرت و غیره صحبت نمی‌کند. در مورد علاقه او به فرهنگ هم همین‌طور است. در اندیشه کالینز، فرهنگ به کالاهای نمادین تبدیل می‌شود که در مبادله یا نمادهای مقدسی استفاده می‌شود که یک گروه را متحد می‌کند. کالینز همچنین بر اهمیت دور هم جمع شدن افراد و تأثیر آن بر رفتار تأکید دارد.
کالینز استدلال می‌کند رابطه جنسی، سیگار کشیدن، و قشربندی اجتماعی و بسیاری چیزهای دیگر در زندگی اجتماعی ما توسط یک نیروی مشترک هدایت می‌شود: آیین‌های کنش متقابل. کتاب «زنجیره‌های آیینی کنش متقابل» او یک اثر عمده از نظریه‌های جامعه‌شناسی است که تلاش می‌کند یک «جامعه‌شناسی خرد رادیکال» را توسعه دهد. استدلال می‌کند آیین‌های موفق نمادهای عضویت در گروه را ایجاد می‌کنند و افراد را با انرژی عاطفی تقویت می‌کنند، در حالی که آیین‌های ناموفق انرژی احساسی را تخلیه می‌کنند. هر فرد از موقعیتی به موقعیت دیگر جریان دارد و به سوی آن تعاملاتی کشیده می‌شود که سرمایه فرهنگی آنها بهترین بازده انرژی عاطفی را به او می‌دهد. این نظریه زنجیره‌های آیینی کنش متقابل، جایی است که فرد حامل پیوند خرد کلان است.
این پیوند دو مؤلفه دارد: انرژی عاطفی و سرمایه فرهنگی:
1. انرژی عاطفی: بار عاطفی است که افراد می‌توانند با خود از یک تعامل دور کنند.
2. سرمایه فرهنگی: روش کوتاهی برای صحبت در مورد منابع مختلفی است که برای تعامل فرهنگی با افراد دیگر در اختیار داریم. ایده سرمایه فرهنگی طیف کاملی از اقلام فرهنگی را دربرمی‌گیرد: به نحوه صحبت ما اشاره می‌کند. در مورد چه چیزی باید سخن بگوییم، چگونه لباس می‌پوشیم، راه می‌رویم و چگونه رفتار می‌کنیم. به‌طور خلاصه، سرمایه فرهنگی هر چیزی است که ما را به دیگران ارجاع دهد.

سه نوع سرمایه فرهنگی وجود دارد که به این نام‌ها شناخته می‌شوند:
1. سرمایه فرهنگی تعمیم‌یافته: سرمایه فرهنگی تعمیم یافته، موجودی نمادهای فرد است که با گروه خاص مرتبط است و می‌تواند با غریبه‌ها، تا حدودی به روشی که پول می‌تواند مورد استفاده قرار گیرد.
2. سرمایه فرهنگی خاص: سرمایه فرهنگی خاص به اقلام فرهنگی اشاره دارد که ما با افراد خاصی مشترک هستیم.
3. سرمایه فرهنگی شهرت: سرمایه شهرت زمانی است که کسی چیزی در مورد شما می‌داند، احتمال بیشتری دارد که شما را درگیر گفتگو کند تا اینکه کاملاً غریبه باشید. تفکر را نیز می‌توان با درونی‌سازی گفتگوها در جریان موقعیت‌ها توضیح داد. خودهای فردی به‌طور کامل و پیوسته اجتماعی هستند و از بیرون به درون ساخته می‌شوند.

در نظریه زنجیره‌های آیینی کنش متقابل از نظریه مناسک امیل دورکیم الهام گرفته شده که در کتاب «صور ابتدایی حیات دینی» نوشته‌است که در نظریه تضاد ماکس وبر و جامعه‌شناسی خرد اروینگ گافمن ارائه شده‌است. خود الهام‌بخش حوزه‌های مختلفی در سراسر علوم اجتماعی از جمله چنین مواردی بوده‌است:
- مطالعات مدیریت[۱۹]؛
- گردشگری خلاق،[۲۰]؛
- روابط بین‌الملل[۲۱] و
- عمل‌شناسی فرهنگی جفری سی. الکساندر.[۲۲]

مطالعات تجربی متعددی نیز از نظریه آیین‌های کنش متقابلی استفاده کرده‌اند، به‌عنوان مثال می‌توان گفت:
- چگونه نهادهای خاص خود را حفظ می‌کنند؟[۲۳]
- چگونه وب‌سایت‌ها از زنجیره‌های تشریفاتی کنش متقابلی برای شکل‌دادن به هویت کاربران خود استفاده می‌کنند؟[۲۴]
- چگونه دیپلمات‌ها برنامه‌های مبادله ای ایجاد می‌کنند تا نخبگان خارجی را به کشورهایشان دعوت کنند؟[۲۱]

کالینز همچنین استدلال کرده‌است
رویارویی خشونت‌آمیز بر خلاف سخت‌افزار فیزیولوژیکی انسان است.
این استثنا است، نه یک قاعده - صرف‌نظر از شرایط یا انگیزه‌های اساسی. این در تضاد با دانشمندان علوم اجتماعی است که به نظرشان خشونت تحت شرایط خاصی مانند فقر، نفرت‌های نژادی یا ایدئولوژیک یا آسیب‌شناسی خانوادگی آسان است.

### مقالات مجله
- کالینز, رندال (مارس ۲۰۱۳). "ورود و خروج از تونل خشونت: پویایی خرد جامعه شناختی حباب عاطفی در تعاملات خشونت‌آمیز". جامعه‌شناسی کنونی. ۶۱ (۲): ۱۳۲–۱۵۱. doi:10.1177/0011392112456500. S2CID 145781139.

### کتاب
- ۱۹۷۵ / ۲۰۱۹ - جامعه‌شناسی تضاد: به سوی علم تبیینی
- ۱۹۷۹ - انجمن اعتبار: جامعه‌شناسی تاریخی آموزش و طبقه‌بندی
- ۱۹۸۴ - کشف جامعه (با مایکل ماکوفسکی)
- ۱۹۸۶ - نظریه جامعه‌شناختی وبری
- ۱۹۸۸ - جامعه‌شناسی نظری
- ۱۹۹۲ - بینش جامعه‌شناختی: مقدمه‌ای بر جامعه‌شناسی غیربدیهی، ویرایش دوم.
- ۱۹۹۴ - چهار سنت جامعه‌شناختی
- ۱۹۹۸ - جامعه‌شناسی فلسفه‌ها: نظریه جهانی تغییر فکری
- ۱۹۹۹ - تاریخ کلان
- ۲۰۰۴ - زنجیره‌های آیینی تعامل
- ۲۰۰۸ - خشونت: نظریه خُرد جامعه‌شناختی
- ۲۰۱۵ - ناپلئون هرگز نخوابید (با مارن مک‌کانل)
- ۲۰۲۰ - جامعه‌شناسی خُرد قدرت و نفوذ

### داستان‌نویسی
در اوایل کارش، کالینز برای نوشتن داستان‌های تخیلی چندین بار دانشگاه را ترک کرد. یکی از رمان‌های او «مورد حلقه فیلسوف» با حضور شرلوک هلمز است.